# Ferrari 330
Pour les articles homonymes, voir Ferrari et 330.
La Ferrari 330 est une voiture de sport GT à moteur V12 de constructeur automobile italien Ferrari, produite entre 1962 et 1968 en divers versions routières et de course.

## Histoire
Cette série de modèles GT succède (avec la Ferrari 275) aux Ferrari 250 de 1952, avec une carrosserie Pininfarina et un moteur Ferrari V12 Colombo Type 209 porté à 4 L avec 6 carburateurs double-corps Weber de 300 ch pour environ 280 km/h,,,. La dénomination 330 désigne la cylindrée unitaire en cm³ de son moteur V12, soit 12 x 330 cm³ = 3 967 cm³.

330 GTC America et GTS cabriolet
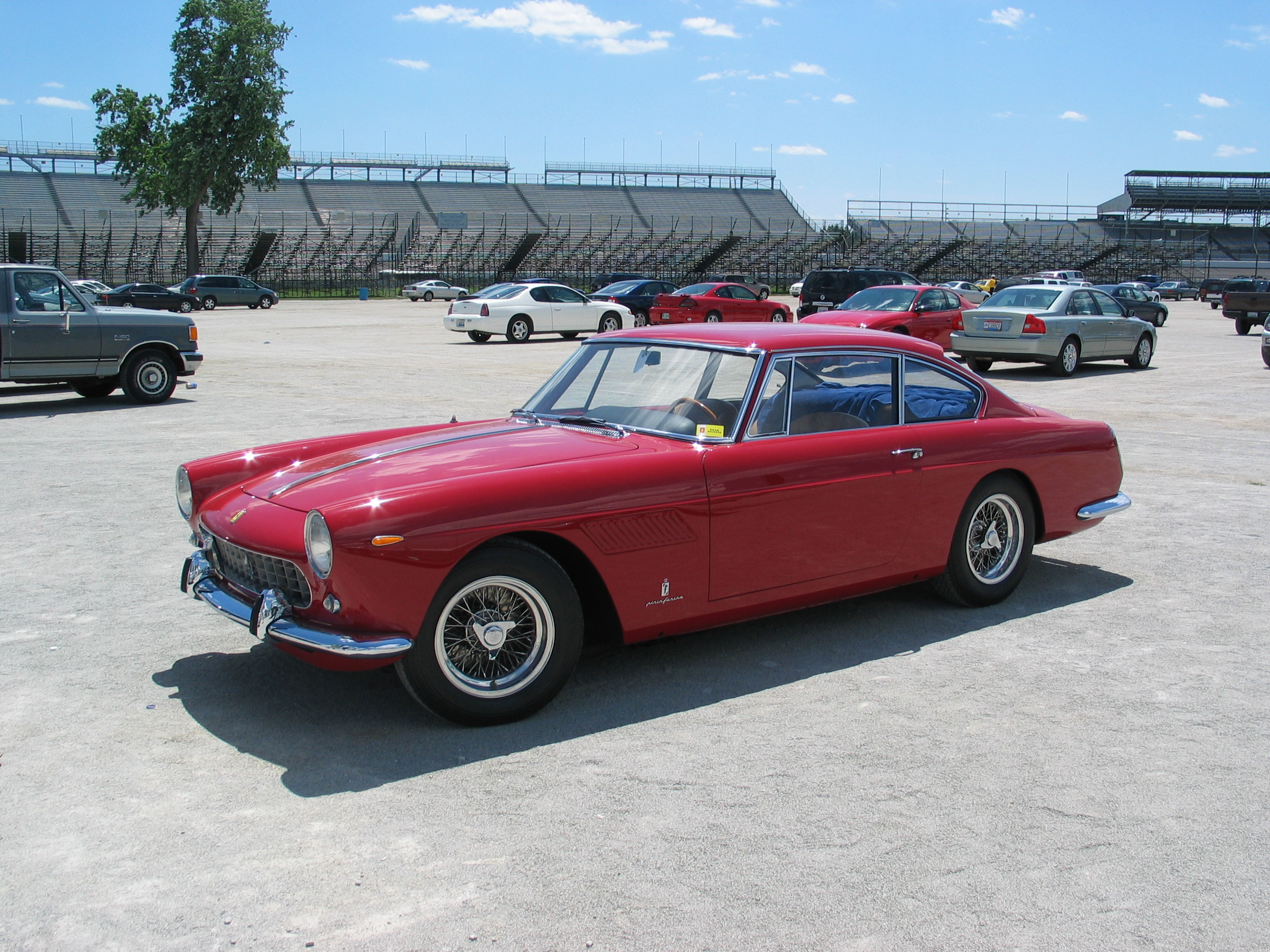
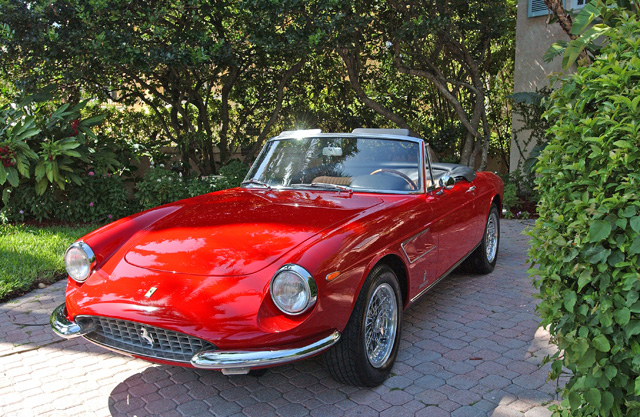

Concurrente entre autres des Jaguar Type E (1961), Aston Martin DB5 (1963), Porsche 911 (1964), Lamborghini 350 GTV (1963), Lamborghini 350 GT (1964), Lamborghini 400 GT 2+2 (1964), et Lamborghini Miura (1966), la série de Ferrari 365 lui succède en 1968, en particulier avec la Ferrari 365 Daytona.

330 GT 2+2 I et II
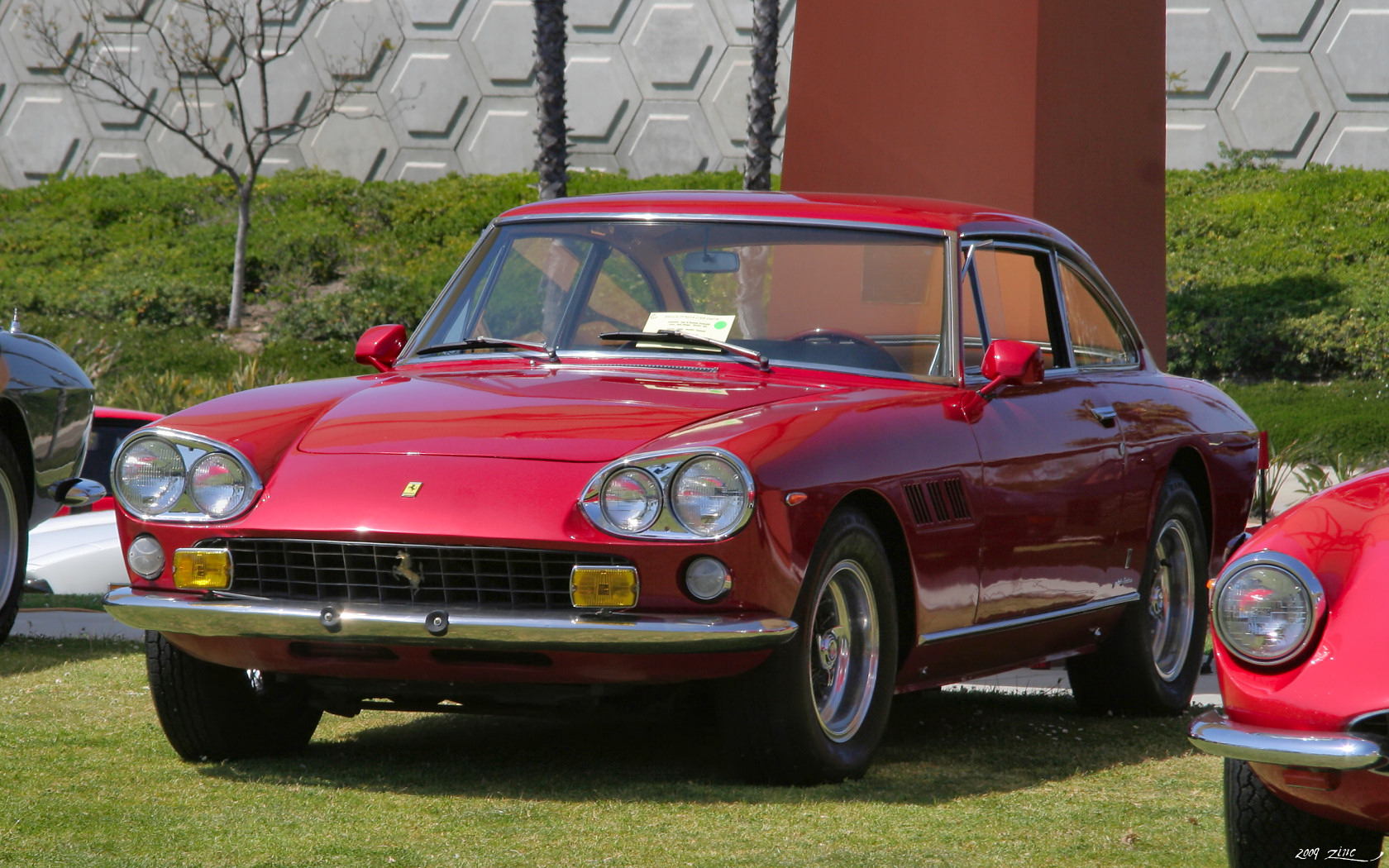
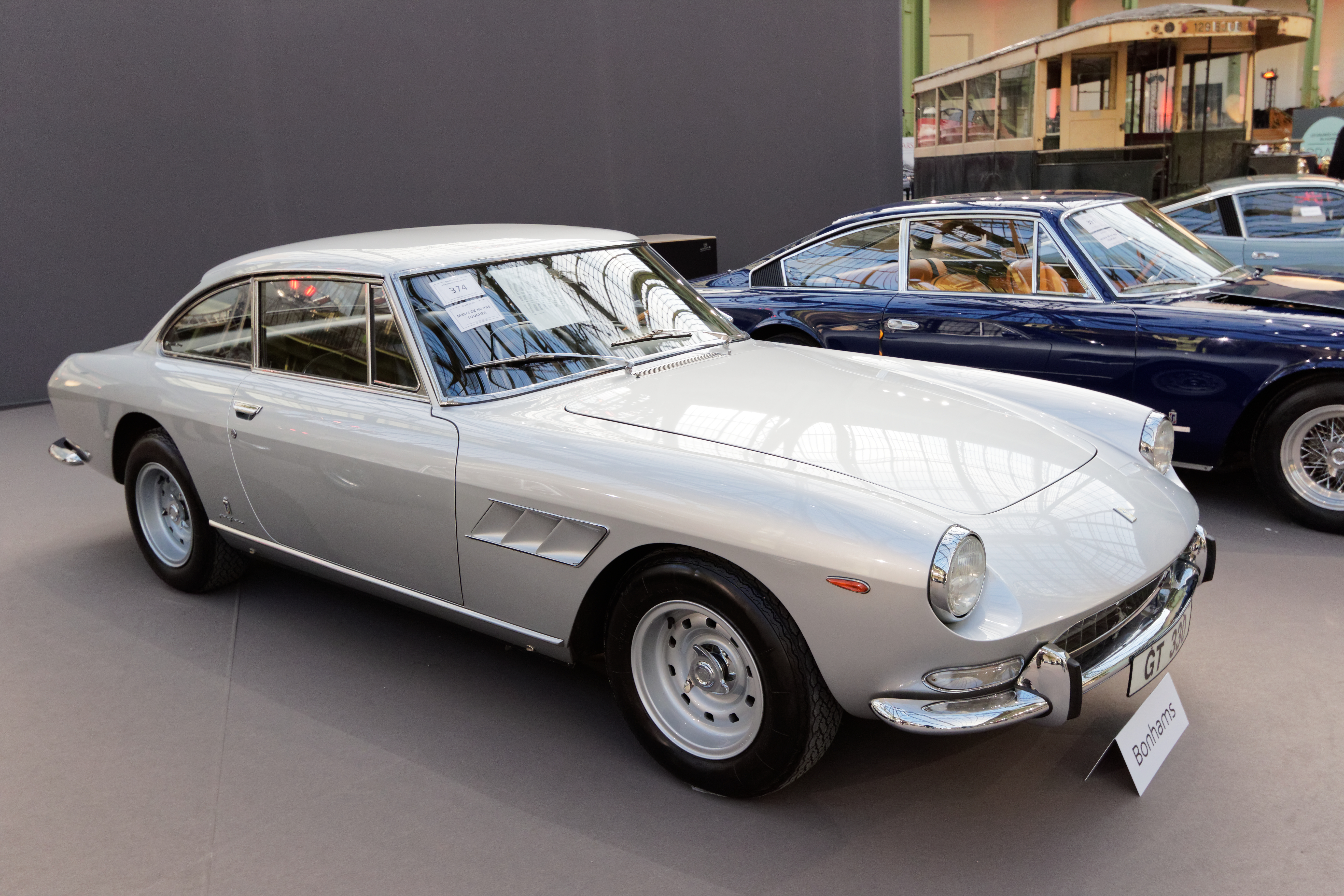

## Modèles GT
- 330 GTC[6], GTE, GTS et GT 2+2[7],[8] (avec un châssis de Ferrari 275)
- 330 America (sur base de Ferrari 250 GTE)
- 330 LM et LMB (Le Mans) et GTO, sur base de Ferrari 250 GTO de 390 et 400 ch.
- 330 série spéciale (Pininfarina, Zagato, Vignale, Michelotti, Felber...)

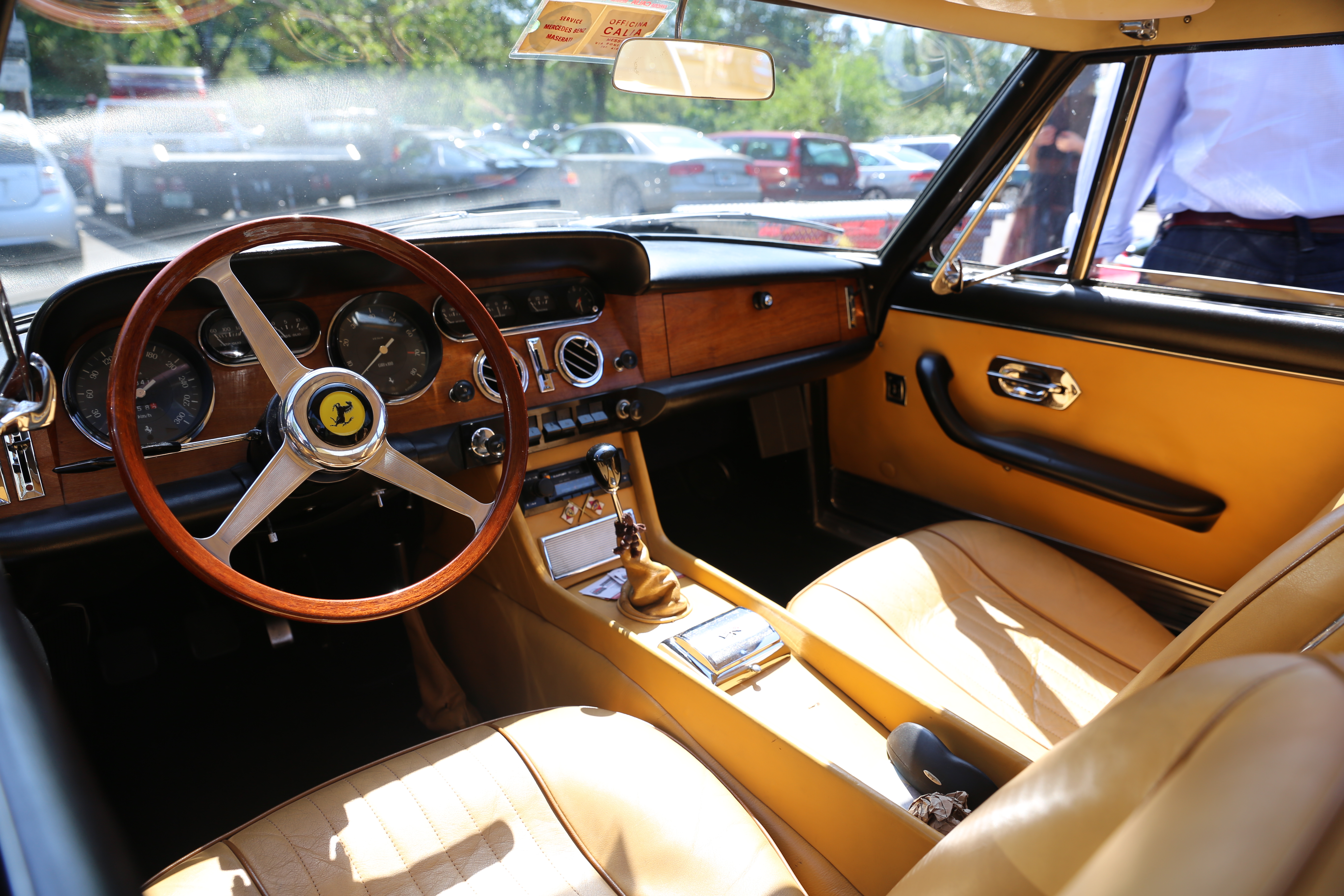
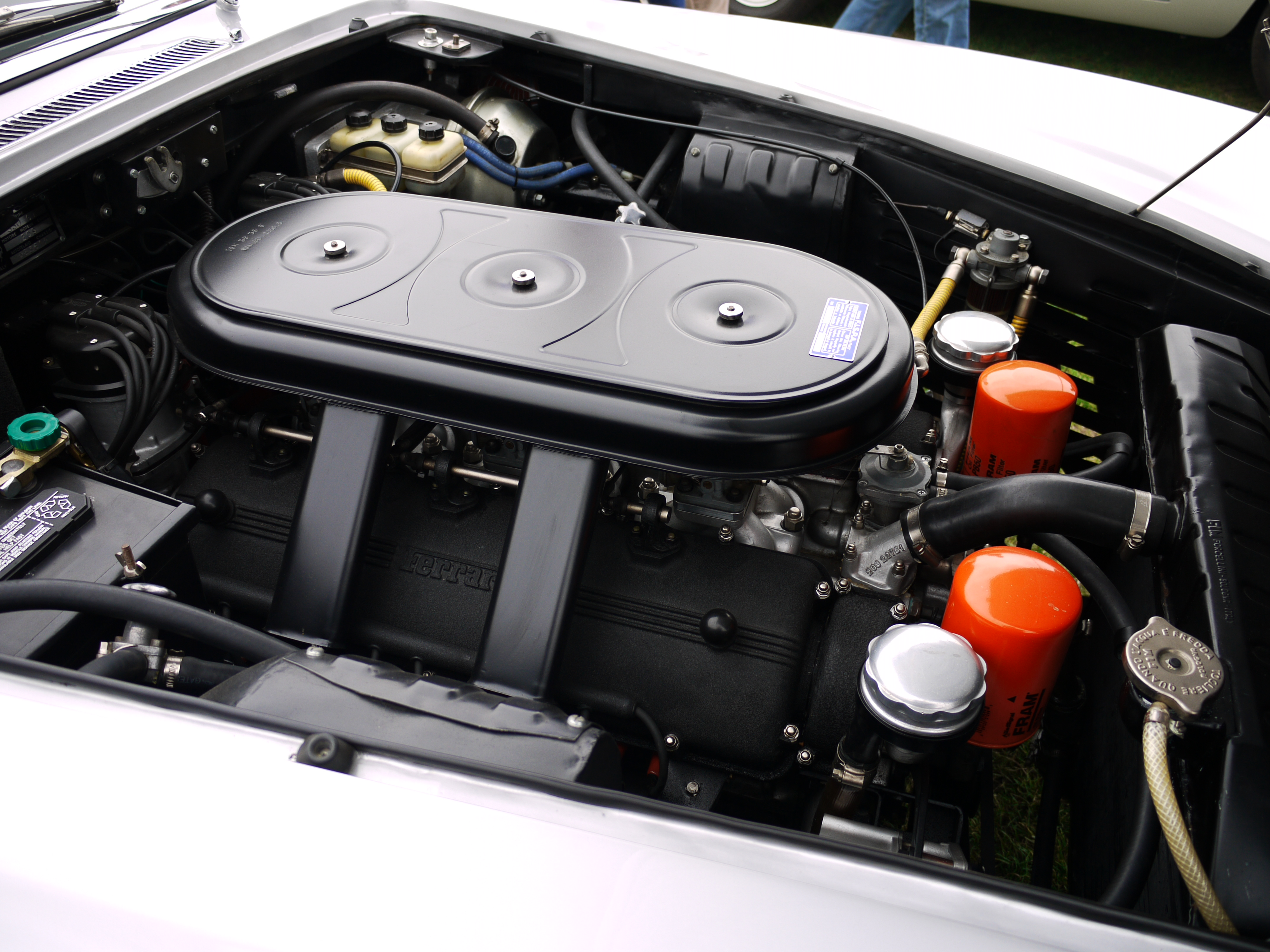

## Compétition
La Ferrari 330 est déclinée en divers versions de compétition catégorie sport-prototype, avec les 330 P, P2, P3, P4 (Ferrari P),, GTO, TR, TRI (Testa Rossa), LM, LMB (Le Man).

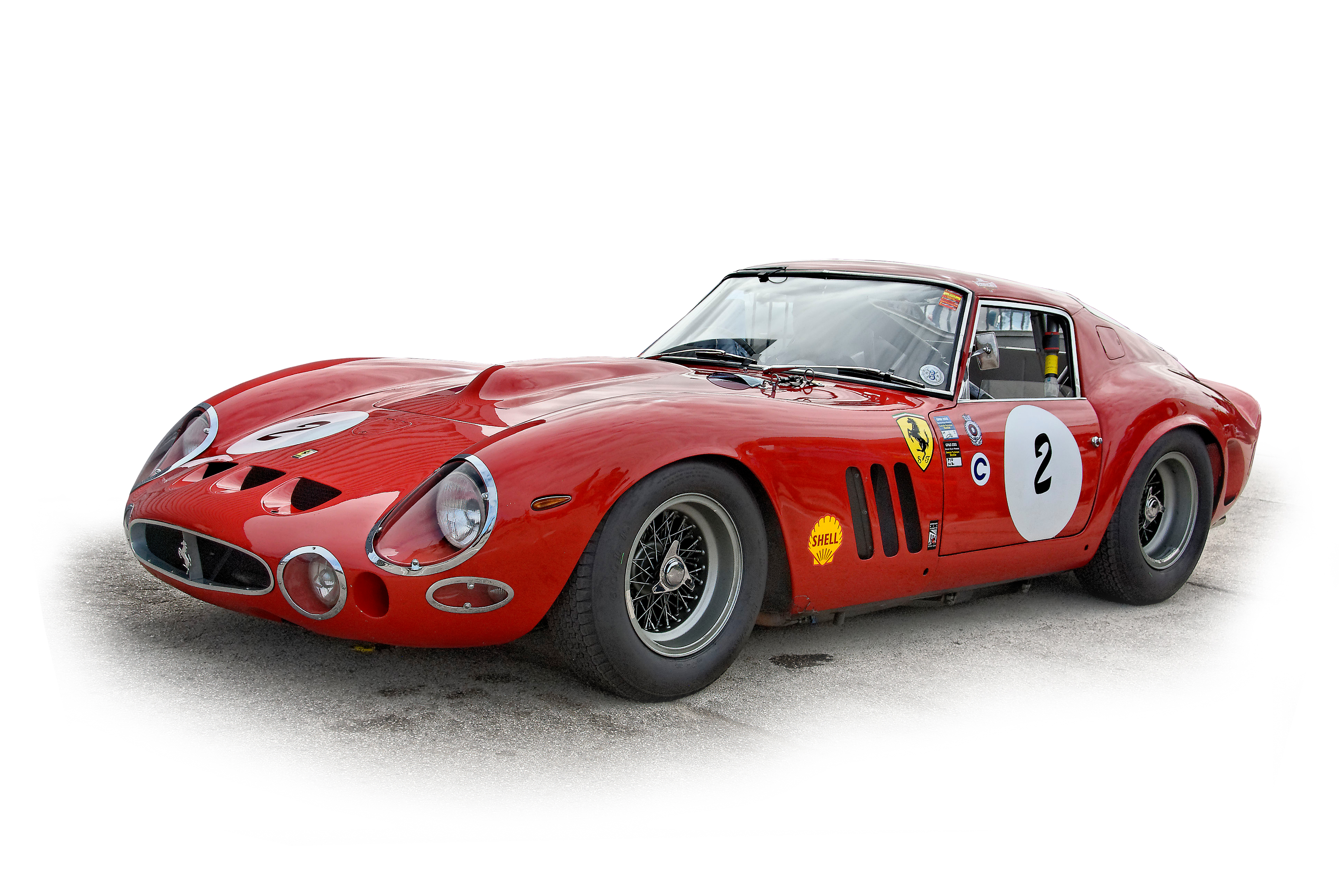
Ferrari 330 GTO.
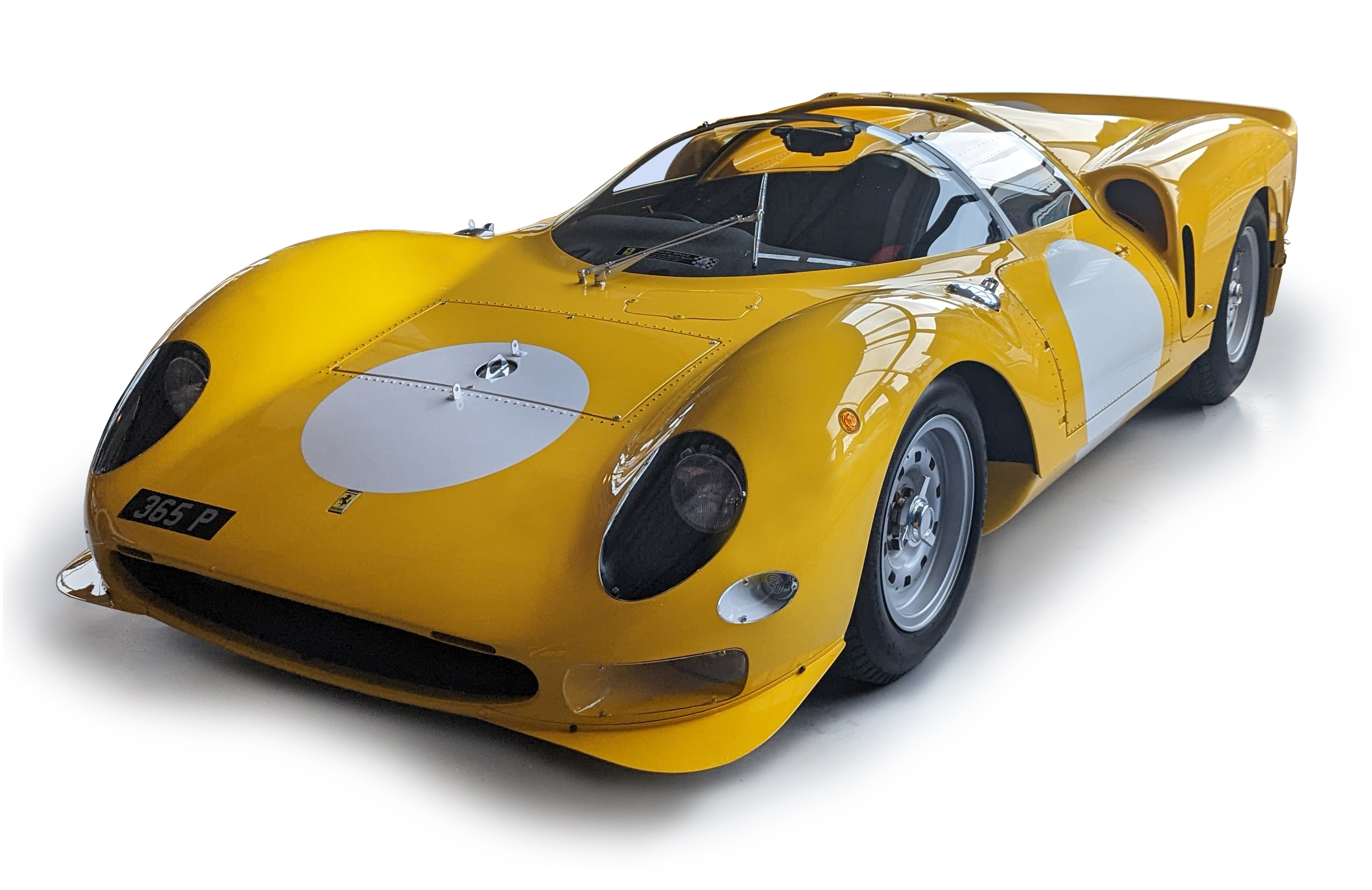
Ferrari 330 P2.
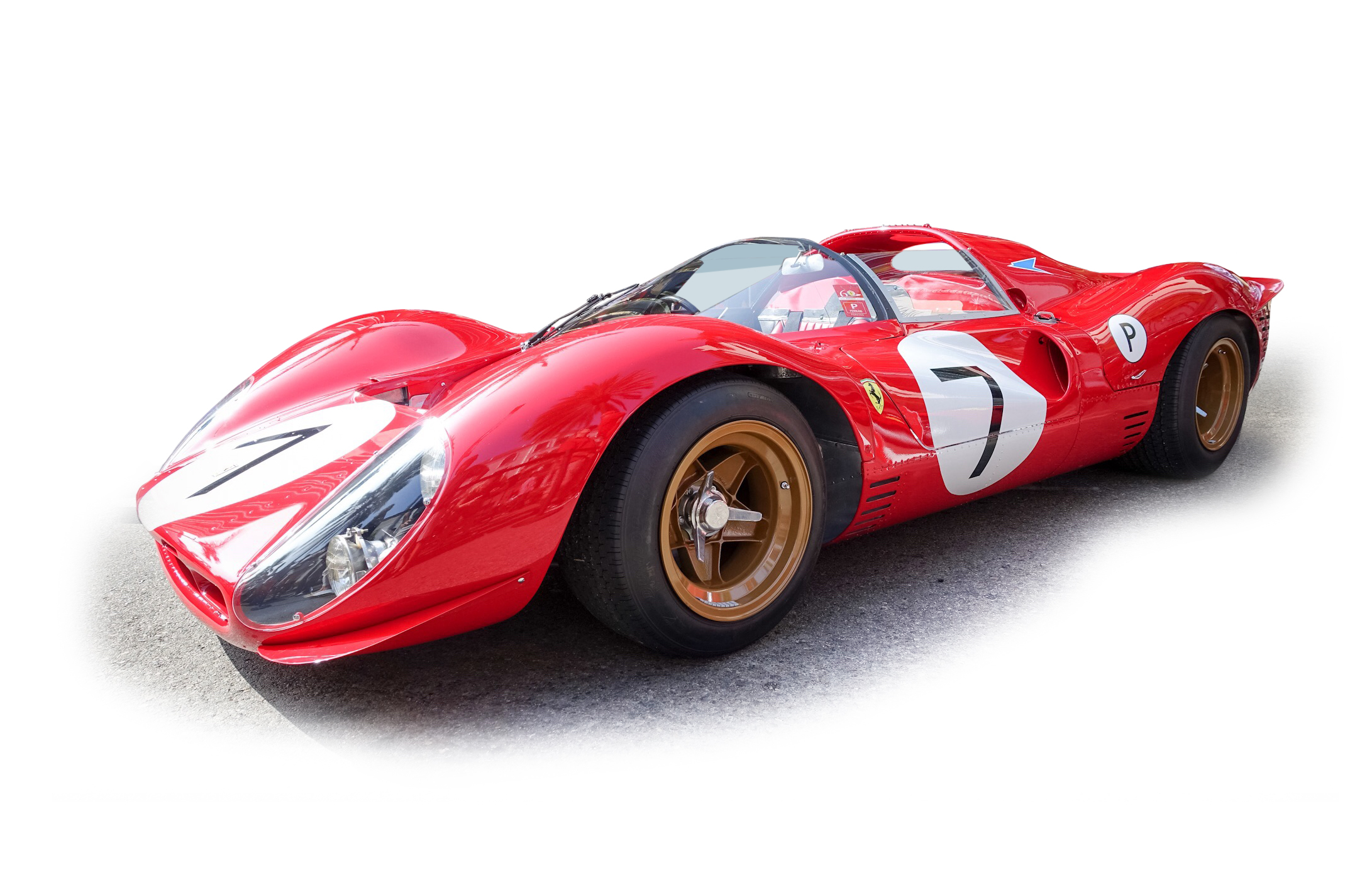
Ferrari 330 P4.
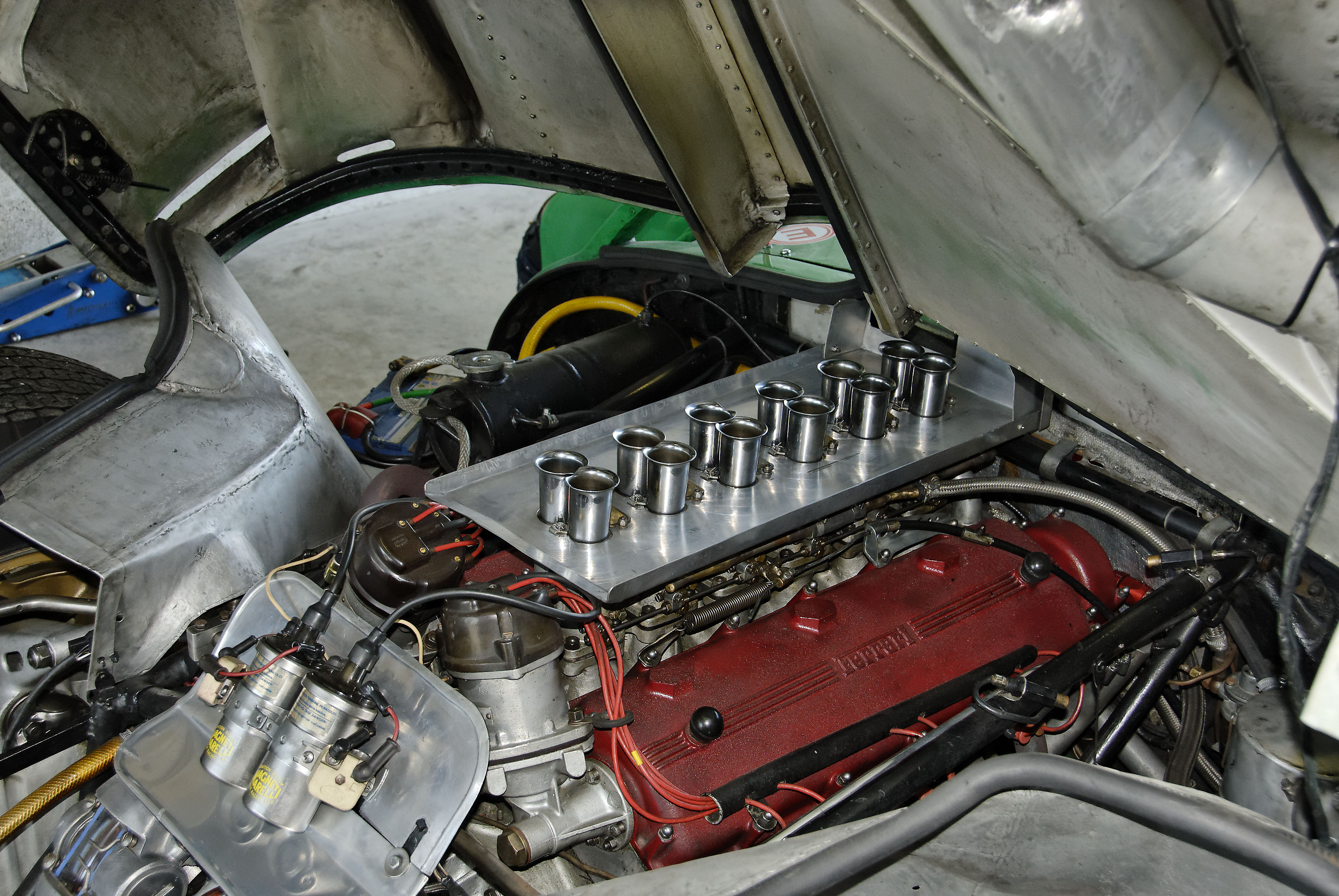
Ferrari 330 P2.

Une Ferrari 330 TRI/LM remporte en particulier les 24 Heures du Mans 1962. La Ferrari Daytona SP3 de 2022 rend hommage à la triple victoire des 330 P3/4 de 450 ch des 24 Heures de Daytona 1967 (également 2e et 3e des 24 Heures du Mans 1967 après leur rivale Ford GT40,).